# حسن السماهیجی
حسن السماهیجی (انگلیسی: Hasan Al-Samahiji؛ زادهٔ ۲۲ فوریهٔ ۱۹۹۱) بازیکن هندبال اهل بحرین است.